# Les Dous
Les Dous és un edifici del municipi de Torrelles de Foix (Alt Penedès) que forma part de l'Inventari del Patrimoni Arquitectònic de Catalunya.

## Descripció
Casa aïllada formada per planta baixa i pis, amb coberta a dues vessants. La façana és de composició simètrica, amb coronament esglaonat, motllures i boles ornamentals. Les obertures estan decorades amb marcs de ceràmica vidriada blanca i blava. El jardí davanter té barana de tancament.
En el 1871 consta ja en el Registre de la Propietat. Sembla que l'edifici correspon a aquesta època i que el 1920 el van remodelar, especialment per l'exterior.